# Małopolska Droga św. Jakuba
Małopolska Droga św. Jakuba – odtworzony w Polsce fragment Drogi św. Jakuba – europejskiej sieci średniowiecznych szlaków pielgrzymich prowadzących do grobu św. Jakuba Apostoła w Santiago de Compostela w północno-zachodniej Hiszpanii. Odcinek Małopolskiej Drogi prowadzi z Sandomierza, przez Kraków do Oświęcimia i jest jedną z odnóg Via Regia. W przyszłości Małopolska Droga św. Jakuba ma zostać połączona z projektowanymi górnośląskimi szlakami prowadzącymi do Góry św. Anny i stamtąd do Niemiec, lub do Raciborza i Cieszyna a stamtąd na Morawy i Czechy. Sandomierz w przyszłości będzie też ostatnim etapem projektowanej trasy prowadzącej z Lublina i łączącej się z małopolskim szlakiem. Długość trasy Sandomierz – Santiago de Compostela wynosi: 3242 km (przez Pragę) lub 3909 km (przez Wrocław).

## Historia
W średniowieczu szlaki prowadzące do Santiago de Compostela kreowały także szlaki handlowe, oprócz pielgrzymów korzystali z nich także kupcy. Na terenach Małopolski krzyżowały się szlaki łączące się z Europą Południową i Zachodnią. Trasa sandomiersko-krakowska prowadziła z Czerwienia, Kijowa i innych miast Rusi i Polesia (jedna z odnóg szlaku ruskiego). Z północy, z Estonii, Inflant, Wielkiego Księstwa Litewskiego, z Wilna i Grodna prowadziła przez ziemię sandomierską jedna z odnóg Via Regia (Szlak Jagielloński). Z Krakowa prowadził szlak na Śląsk oraz na Morawy i Czechy (do Pragi), a stamtąd dalej na zachód.

## Współczesność
Cała Europa odnalazła się wokół tej „pamiątki” świętego Jakuba, w tych samych wiekach, w których budowała się jako kontynent jednorodny i zjednoczony duchowo. Dlatego to sam Goethe stwierdzi, że świadomość europejska zrodziła się w pielgrzymowaniu.
Pielgrzymki do Santiago były jednym z przemożnych czynników, jakie sprzyjały wzajemnemu zrozumieniu tak różnych ludów europejskich, jak ludy romańskie, germańskie, celtyckie, anglosaskie i słowiańskie. Pielgrzymowanie zbliżało, umożliwiało kontakt i jednoczyło ludy, do których z upływem wieków docierało przepowiadanie świadków Chrystusa i które przyjmowały Ewangelię, a równocześnie – można powiedzieć – kształtowały się jako ludy i narody.

Od lat 70. XX wieku nastąpił ponowny rozkwit idei pielgrzymowania po Europie szlakami św. Jakuba. W latach 80. patronat nad nimi objęła Rada Europy (nadając mu tytuł w 1987 r. Europejskiego Szlaku Kulturowego), a w latach 90. Unia Europejska objęła wsparciem w ramach swojej polityki kulturalnej i programów pomocowych. W 1993 r. drogi św. Jakuba wpisano na listę światowego dziedzictwa UNESCO.

Krzyż Zakonu św. Jakuba – po muszli jest on najbardziej charakterystycznym znakiem pielgrzyma (w miarę możliwości krzyż taki powinien znajdować się na muszli)

Symbol europejskich szlaków jakubowych

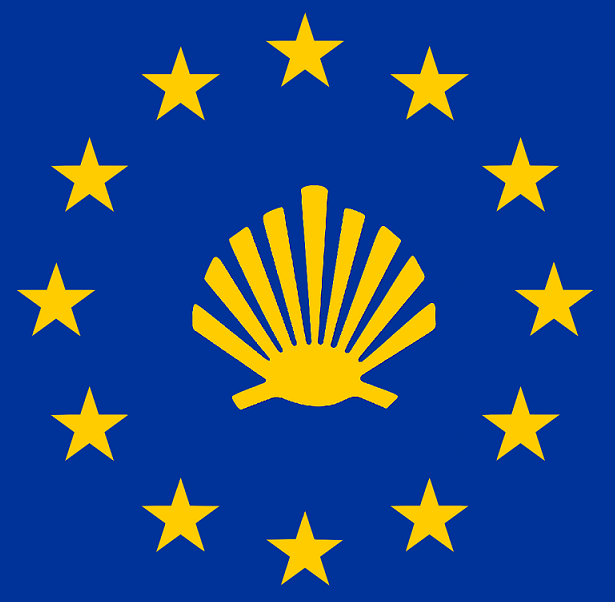
Alternatywny symbol podkreślający wspólną europejską tożsamość i dziedzictwo

Do Santiago de Compostela dwukrotnie pielgrzymował Jan Paweł II. W 1982 r. wygłosił tam swój Akt Europejski, a w 1989 r. zorganizował Światowe Dni Młodzieży.
Popularność pielgrzymowania w latach 90. dotarła do Polski, a zainteresowanie nim jeszcze wzrosło wraz z przystąpieniem Polski do UE i zniesieniem kontroli granicznej w ramach strefy Schengen.
Projekt wytyczenia Małopolskiej Drogi pojawił się w 2007 r. podczas spotkania grupy osób z Krakowa, Sandomierza i Tarnobrzega. Do zawiązanej grupy dołączyli przedstawiciele miejscowości i parafii leżących na szlaku, mediewiści, władze wojewódzkie, Bractwo św. Jakuba Starszego Apostoła w Więcławicach Starych, Stowarzyszenie „Przyjaciele Dróg św. Jakuba w Polsce”, Polskie Towarzystwo Tatrzańskie w Tarnobrzegu oraz sandomierscy i tarnobrzescy dominikanie.
Pierwszy odcinek z Pałecznicy do Krakowa otwarty został 25 października 2008 r. Całość trasy otwarto w dniu 25 lipca 2009 r., czyli w święto św. Jakuba Apostoła.
Współczesny odcinek z Sandomierza do Krakowa liczy w linii prostej 165 km. Długość od kościoła św. Jakuba z Sandomierza do Rynku Starego Miasta w Krakowie wynosi ok. 200 km. Ostatnim punktem jest opactwo benedyktyńskie w Tyńcu. Na jego trasie znajduje się siedem kościołów św. Jakuba, jeden leży w bezpośredniej okolicy. Trasa wyznaczona została tak, by przebiegała przez wszystkie historyczne miejsca związane z dawnym pielgrzymowaniem, ale także włączone zostały w niego nowe ośrodki kultu i pracy duszpasterskiej. Małopolska Droga jest bardzo dobrze oznaczona jakubowymi muszlami oraz charakterystycznymi żółtymi strzałkami. Strzałki ustawione są zawsze w jednym kierunku, na zachód – do katedry w Santiago. Znaki znajdują się w odległości co ok. 100 metrów. Ze względów proceduralnych – podobnie jak inne wielkie miasta na szlakach jakubowych – najsłabiej oznakowane jest miasto Kraków.

## Charakter pielgrzymowania
Pielgrzymowanie w ramach Dróg św. Jakuba, w odmienności od znanych polskiej tradycji pielgrzymek do Częstochowy, nie ma charakteru zorganizowanego, cyklicznego i zbiorowego. W pielgrzymkę Jakubową można wybrać się indywidualnie (ewentualnie w małej grupie) i w dowolnej porze roku. Pielgrzym musi zaplanować i zorganizować całą wyprawę sam, biorąc pod uwagę możliwość noclegu, lub jego brak. Musi też liczyć się z tym, że będzie w większości przypadków zdany na siebie. Cały bagaż pielgrzyma musi być noszony na jego plecach, podczas gdy jasnogórskie pielgrzymki organizują transport plecaków, noclegi, wspólne modlitwy i długość tras. Baza noclegowa, wraz z rozwojem zainteresowania, jest systematycznie poszerzana. Parafie leżące na szlaku przygotowują wzorowane na hiszpańskich albergue, osoby indywidualne otwierają gospodarstwa agroturystyczne, gminy adaptują wolne pomieszczenia pod przyszłych pielgrzymów (np. remizy strażackie). Opłata waha się między opłatą dobrowolną (z hiszpańskiego donativo), a maksymalnie kilkudziesięcioma złotymi. Pielgrzym – zgodnie z tradycją – powinien posiadać znak, który wyróżniałby go (muszla pielgrzyma, krzyż jakubowy).

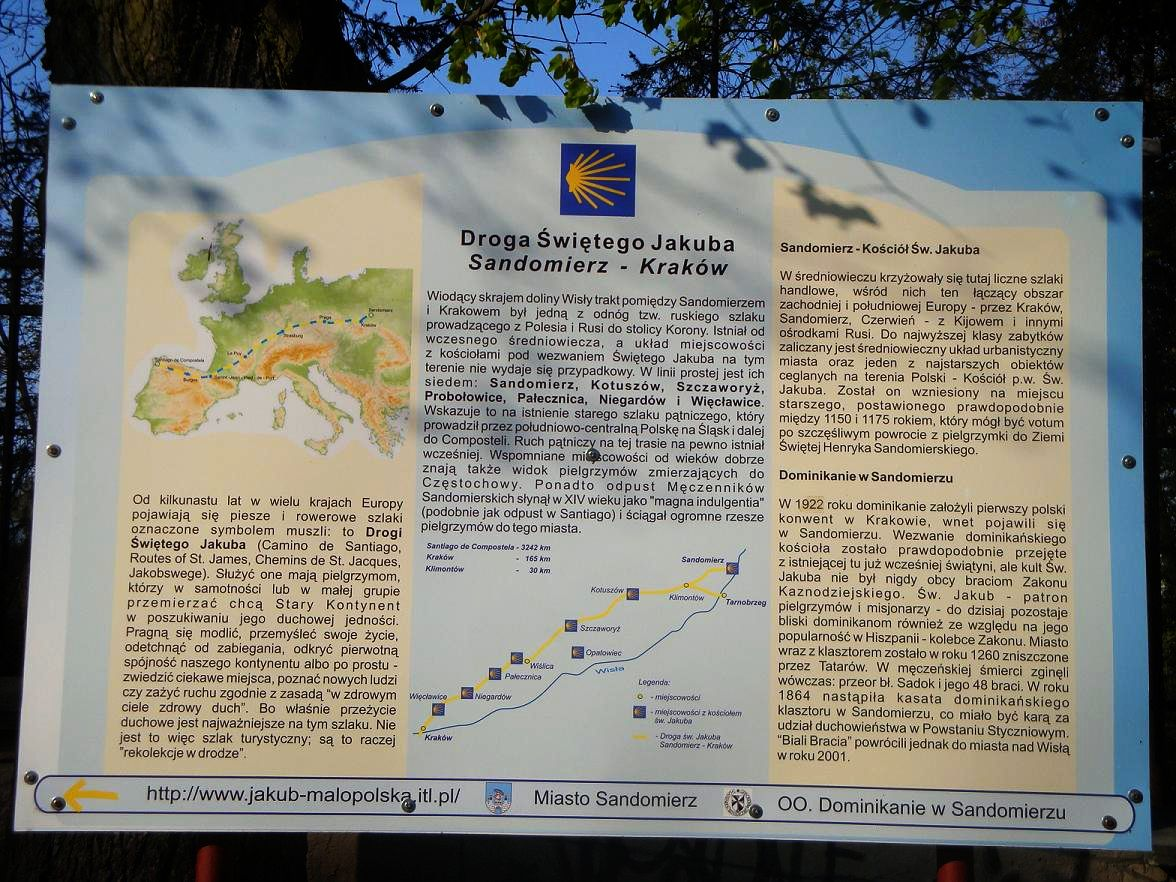
Tablica informacyjna tuż przy kościele św. Jakuba

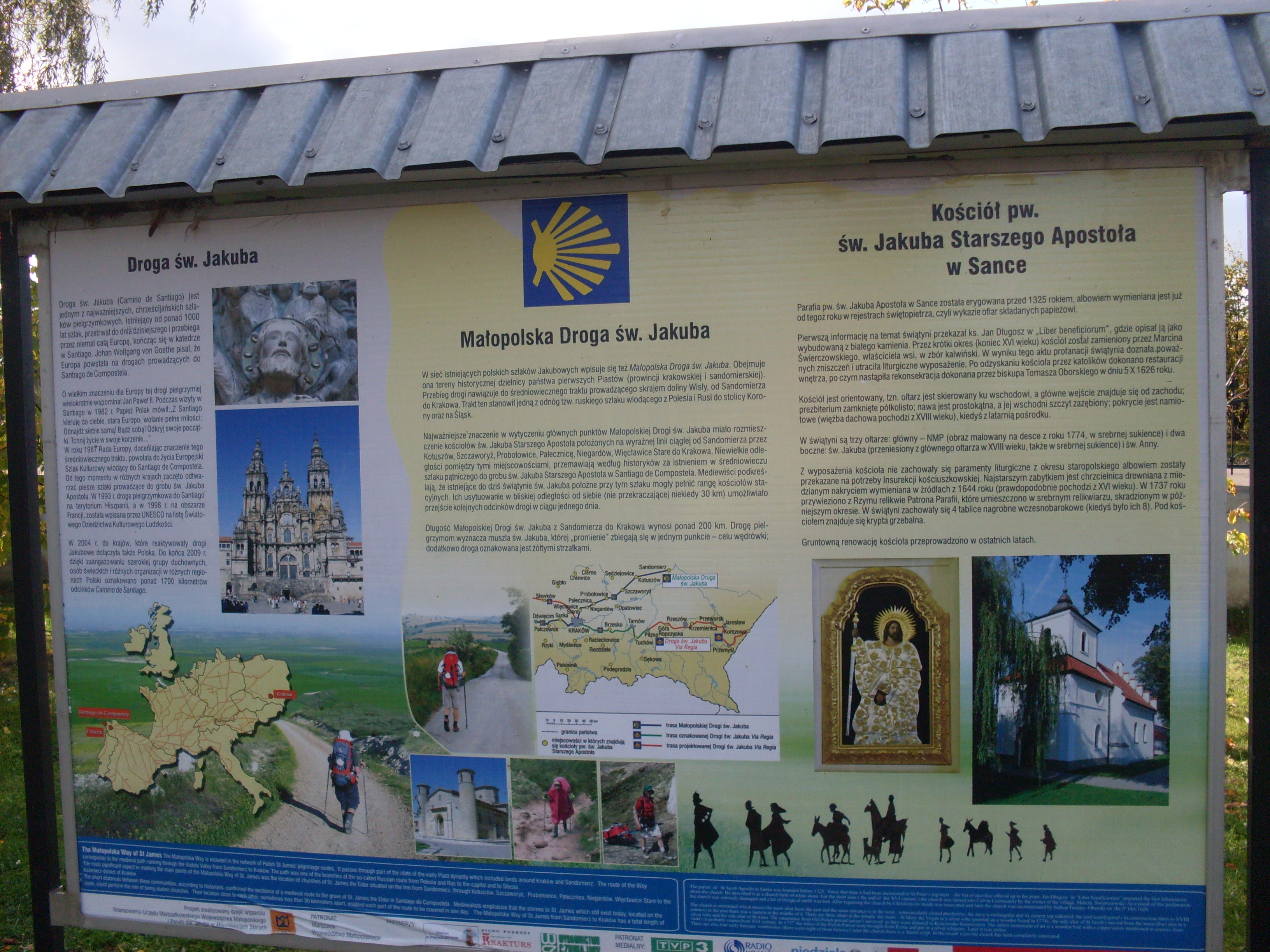
Tablica informacyjna przy kościele w Sance

## Przebieg szlaku
Mapa szlaku online: link
Miejscowości, w których znajduje się kościół św. Jakuba zostały wyróżnione poprzez pogrubienie. Miejscowości, będące na trasie alternatywnej zostały zaznaczone kursywą. Stan na lipiec 2010.

### Lubelska Droga św. Jakuba
Małopolska Droga rozpoczyna się w Lublinie (Abramowicach) z kościoła św. Jakuba. Jej trasa częściowo pokrywa się z północną odnogą Via Regii (Szlakiem Jagiellońskim z Krakowa przez Grodno do Wilna).

### Tarnobrzeska Droga św. Jakuba

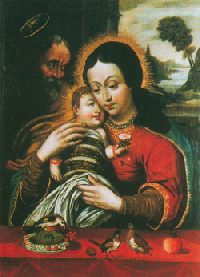
Tarnobrzeg, dominikański kościół – obraz Matki Bożej Dzikowskiej

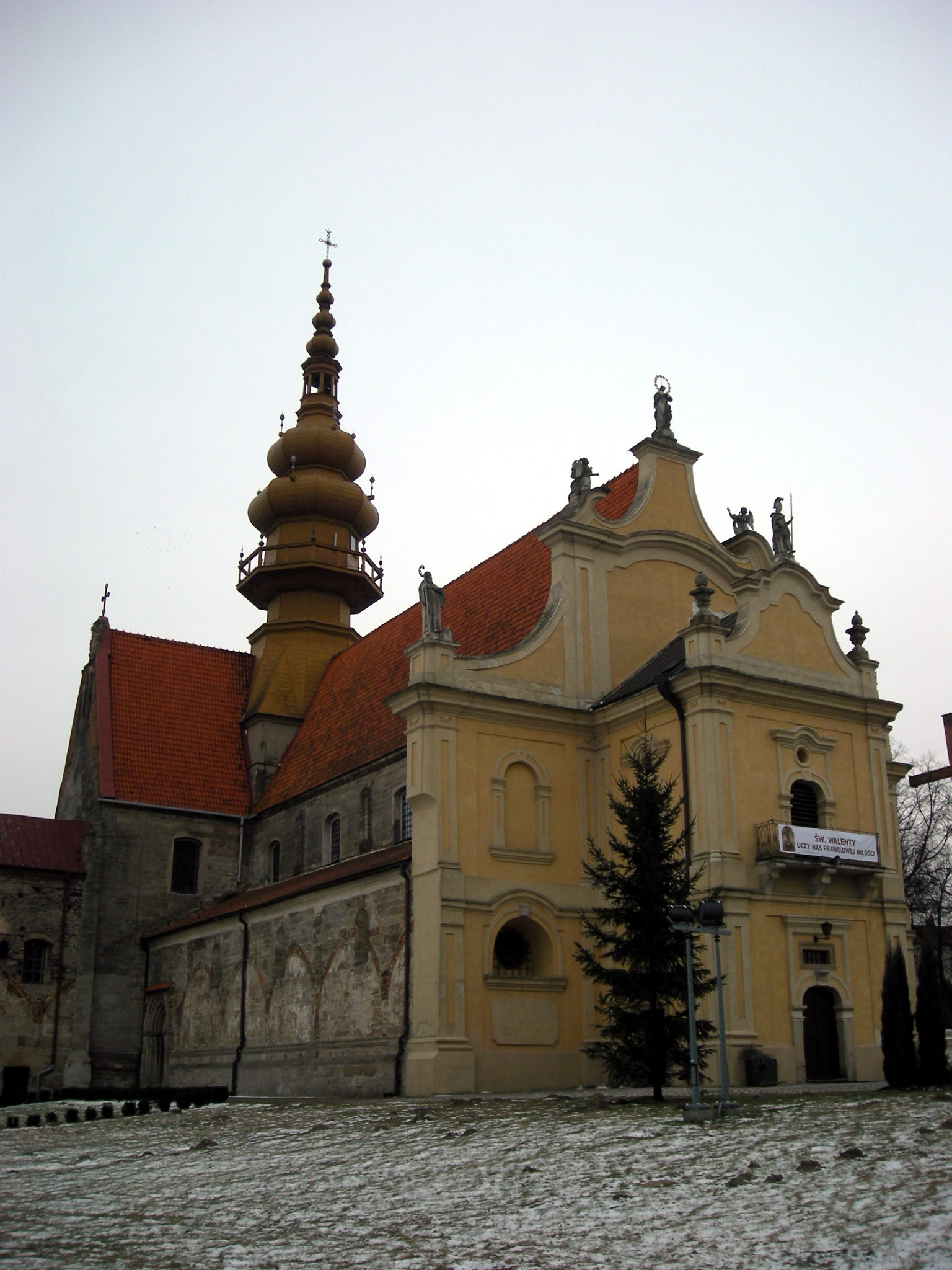
Koprzywnica – pocysterski kościół św. Floriana

Zamiast w Sandomierzu alternatywnie trasę można rozpocząć w Tarnobrzegu. Trasa łączy się z właściwą historyczną trasą Małopolskiej Drogi św. Jakuba w Rybnicy. Przebieg:
- Tarnobrzeg
  - Stare Miasto
    - sanktuarium Matki Bożej Dzikowskiej (dominikanie)
    - ul. Kościuszki
    - ul. Stanisława Jachowicza

  - Przywiśle
    - ul. Sokola
    - ul. Wiślana
- granica województw: podkarpackiego i świętokrzyskiego
- przeprawa promowa na Wiśle
- droga nr 758
- Ciszyca
- Błonie
- Koprzywnica – miejscowość na Szlaku Cysterskim
  - kościół Matki Boskiej Różańcowej
  - pocysterski kościół św. Floriana
  - ul. Floriańska
- Beszyce
- Skwirzowa
- Sulisławice
  - sanktuarium Matki Bożej Bolesnej Misericordia Domini (zmartwychwstańcy)
  - kościół z XII wieku
- Bazów
- Rybnica

Długość trasy: 21 km.

### Etap I

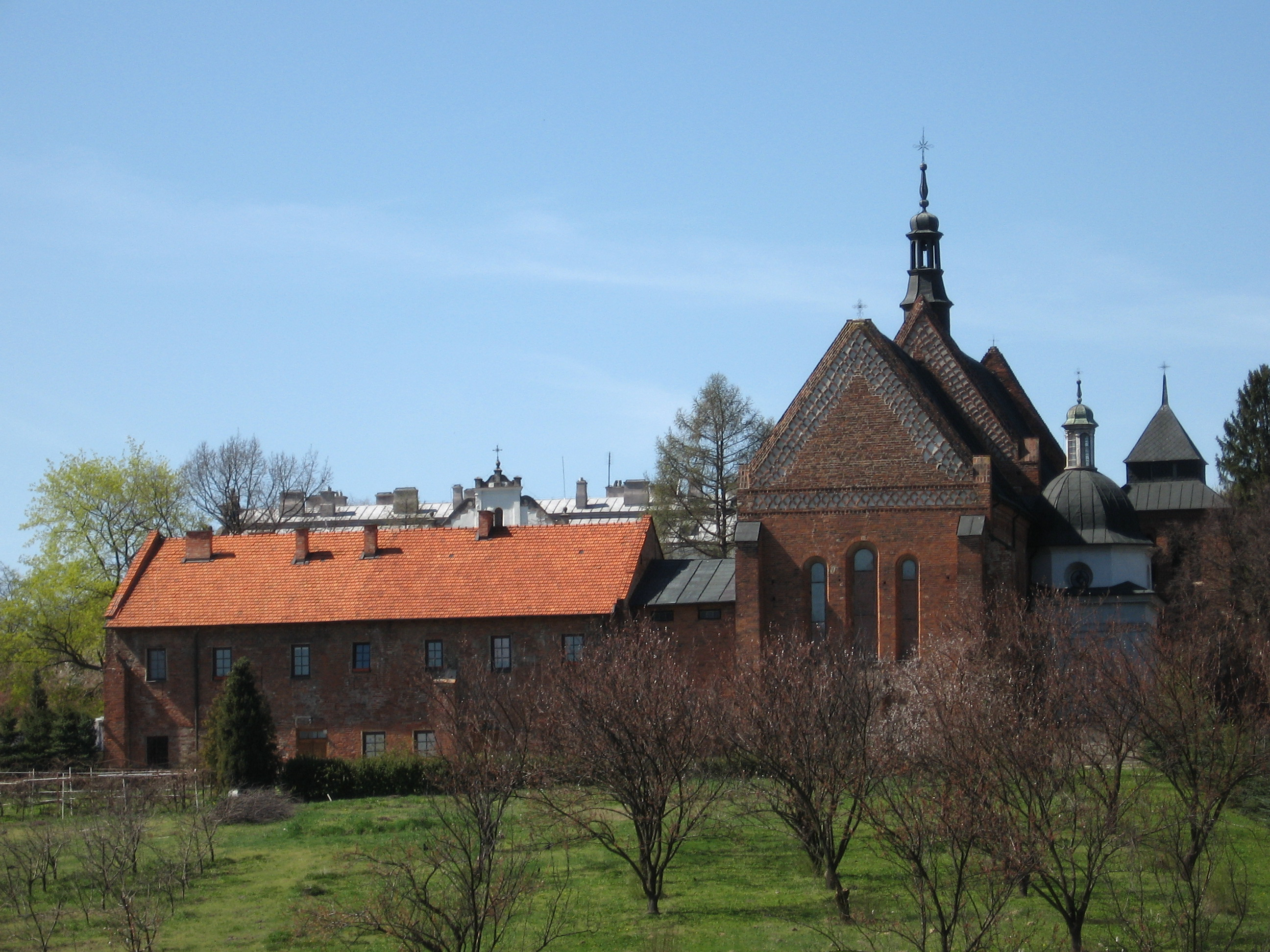
Sandomierz – kościół św. Jakuba

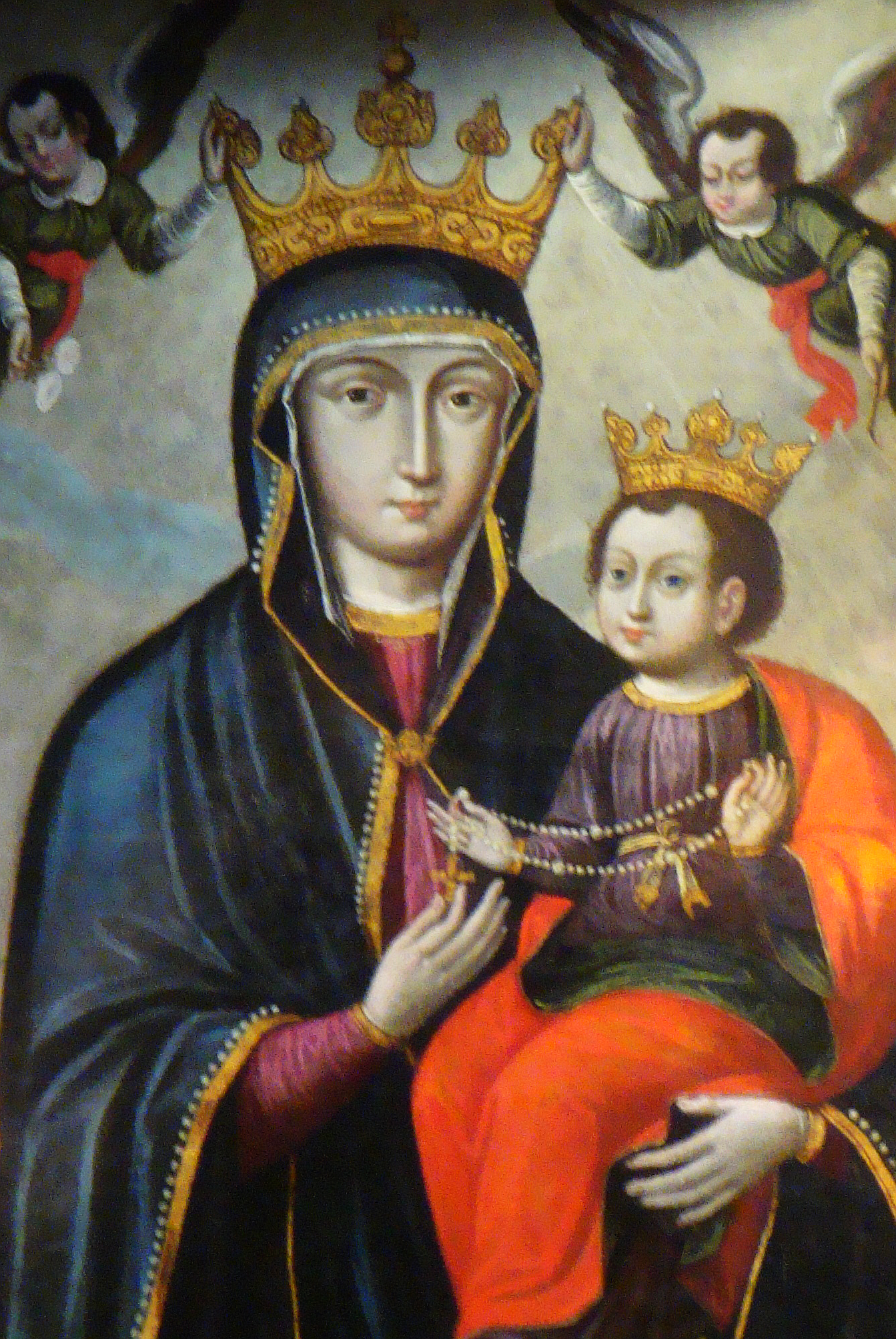
Matka Boża Różańcowa z jakubowego sandomierskiego kościoła

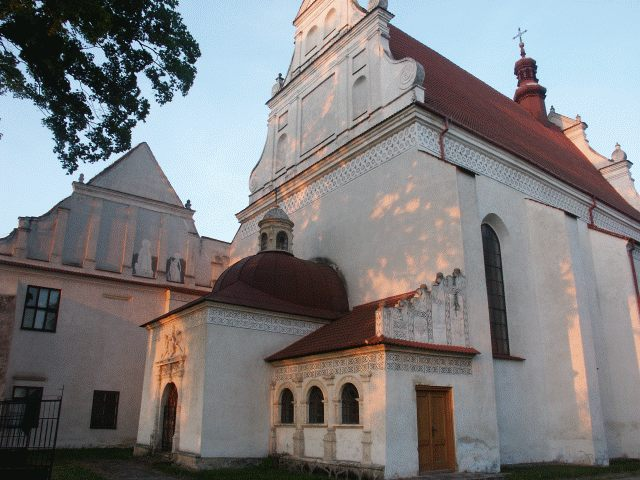
Klimontów – kościół podominikański NMP i św. Jacka

- Sandomierz – miejscowość na Szlaku Romańskim i Cysterskim, nocleg
  - alternatywnie trasę można rozpocząć w katedrze sandomierskiej
  - ul. Katedralna
  - ul. Mariacka
  - ul. Staromiejska
  - kościół św. Jakuba, jednocześnie jest to Sanktuarium Matki Bożej Różańcowej i Sanktuarium Błogosławionego Sadoka i Towarzyszy Męczenników (dominikanie), punkt wydawania credencial (dokumentu pełniącego rolę „legitymacji” pielgrzyma, możliwa także polska nazwa „kredencjał”)
  - ul. Staromiejska
  - w bezpośredniej okolicy Wąwóz św. Królowej Jadwigi
    - kościół Nawrócenia św. Pawła Apostoła – relikwie św. Pawła Apostoła oraz św. Barbary

  - ul. Rokitek
  - figurka św. Tekli
- Kobierniki Miejskie
- Andruszkowice Górki
- Milczany
- Kolonia Milczany
- Kolonia Złota
- Wielogóra
- Malice
  - Przemienienie Pańskie – zespół figur w Malicach
- Świątniki – nocleg
  - kościół św. Jadwigi Śląskiej
- Śmiechowice
- Nasławice
- Krobielice
- Ossolin
  - Podziemna kaplica zwana Betlejemską
  - kaplica podziemna Grobu Chrystusa
  - ruiny zamku w Ossolinie
- alternatywnie Przybysławice, gdzie pielgrzymi mogą przenocować
- Śniekozy
- Pęchowiec
- Pęchów
- Klimontów – nocleg
  - podominikański kościół Najświętszej Maryi Panny i św. Jacka
  - kolegiata św. Józefa
  - Dom Zgromadzenia Sióstr Najświętszego Imienia Jezus (marylki)

Długość trasy: 28 km.

### Etap II
- Szymanowice Górne
- Szymanowice Dolne
- Nawodzice
  - kaplica Matki Bożej Królowej Polski
- Bukówka
- Rybnica – nocleg
- Rybnica-Trakt Karskiego
- Smerdyna
  - kaplica bł. Urszuli Ledóchowskiej
- Czajków Północny
  - kościół św. Barbary
- Czajków Południowy
- alternatywnie Łukawica
- Wiśniowa – nocleg
  - kościół Przemienienia Pańskiego i Świętego Ducha
- Wiśniowa Poduchowna
- Sztombergi
- alternatywnie Józefów, gdzie pielgrzymi mogą przenocować
- Poddębowiec
- Leśniczówka
- Nowakówka
- Jasień
- Kotuszów – nocleg
  - kościół św. Jakuba

Długość trasy: 37 km.

### Etap III

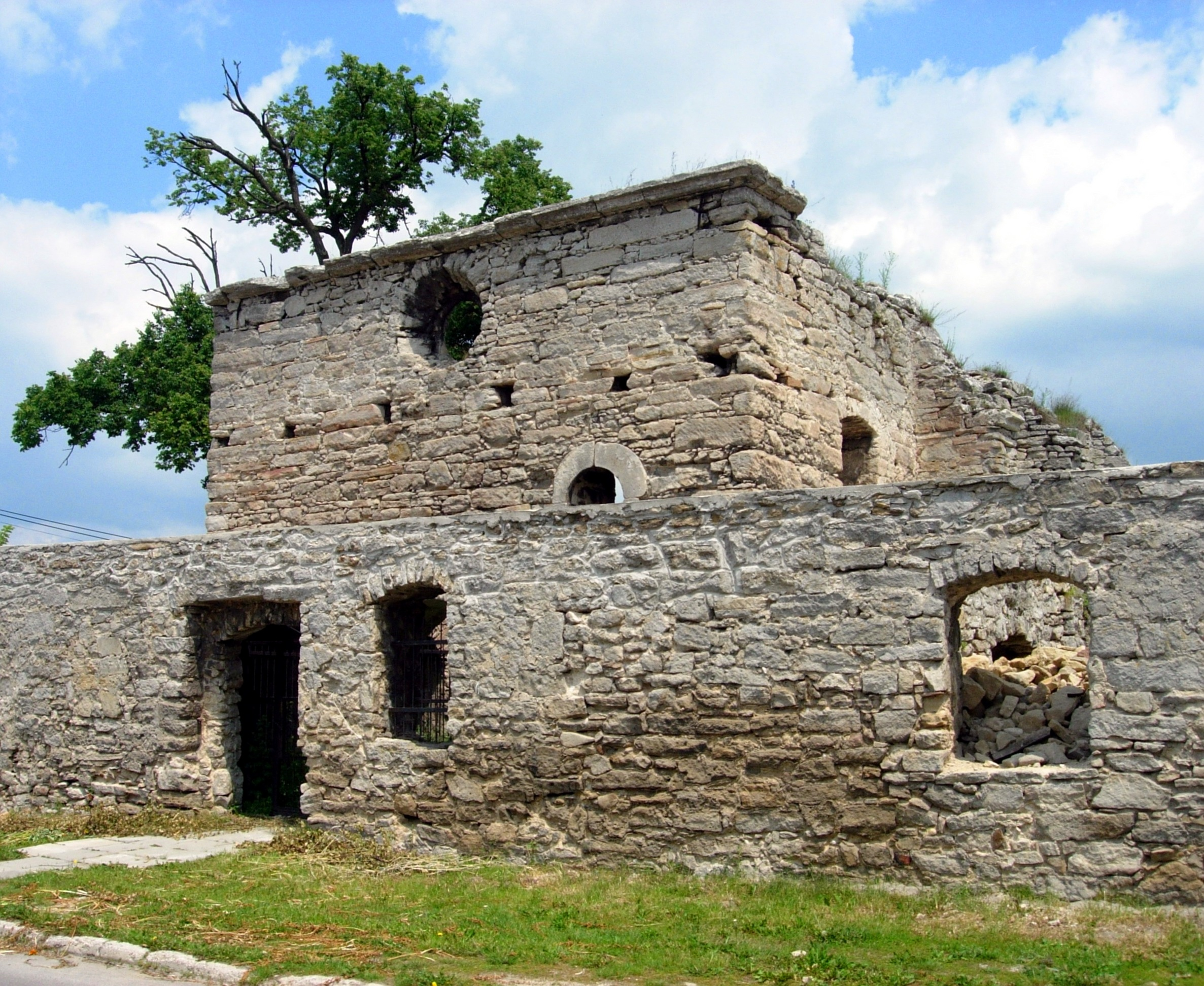
Szydłów – kościół Świętego Ducha

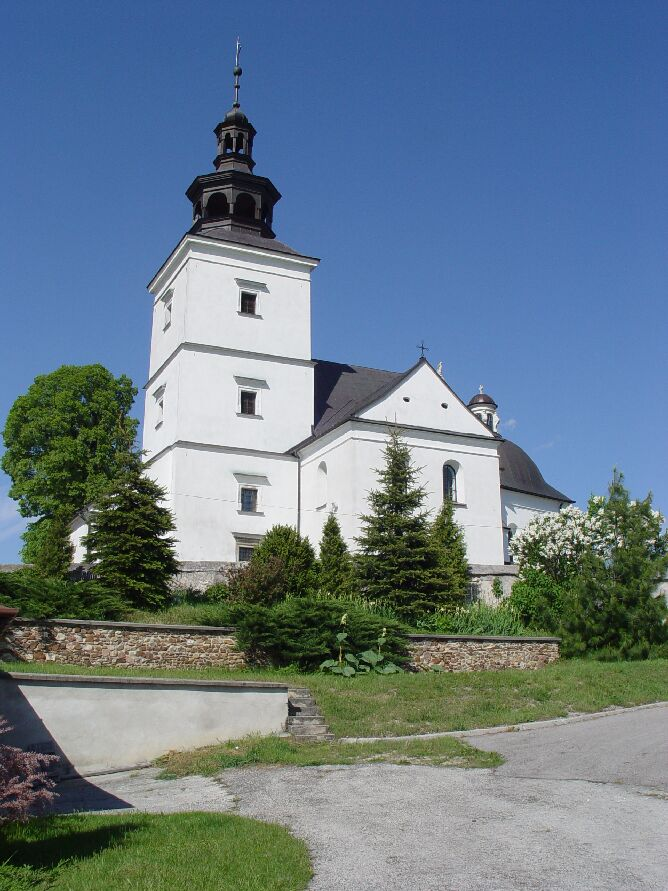
Szczaworyż – kościół św. Jakuba

- granica diecezji: sandomierskiej (metropolia lubelska) i kieleckiej (metropolia krakowska)
- Szydłów – nocleg
  - kościół św. Władysława
  - kościół Wszystkich Świętych
  - ruiny kościoła i szpitala Świętego Ducha
- Solec
- alternatywnie Grzymała, Żalówka, Chałupki
- Kargów
  - kościół Matki Bożej Częstochowskiej
- alternatywnie Stopnica, gdzie pielgrzymi mogą przenocować
  - kościół Świętych Apostołów Piotra i Pawła
  - klasztor sercanów
- Zaborze
- Kołaczkowice
- Strzałków
- Nowa Wieś
- Błoniec
- Szczaworyż – nocleg
  - kościół św. Jakuba

Długość trasy: 31 km.

### Etap IV
- Kapturów
- Kamienica
- Skotniki Małe
- Skotniki Duże
- Baranów
- Dobrowoda – nocleg
  - kościół św. Marii Magdaleny
- Budzyń

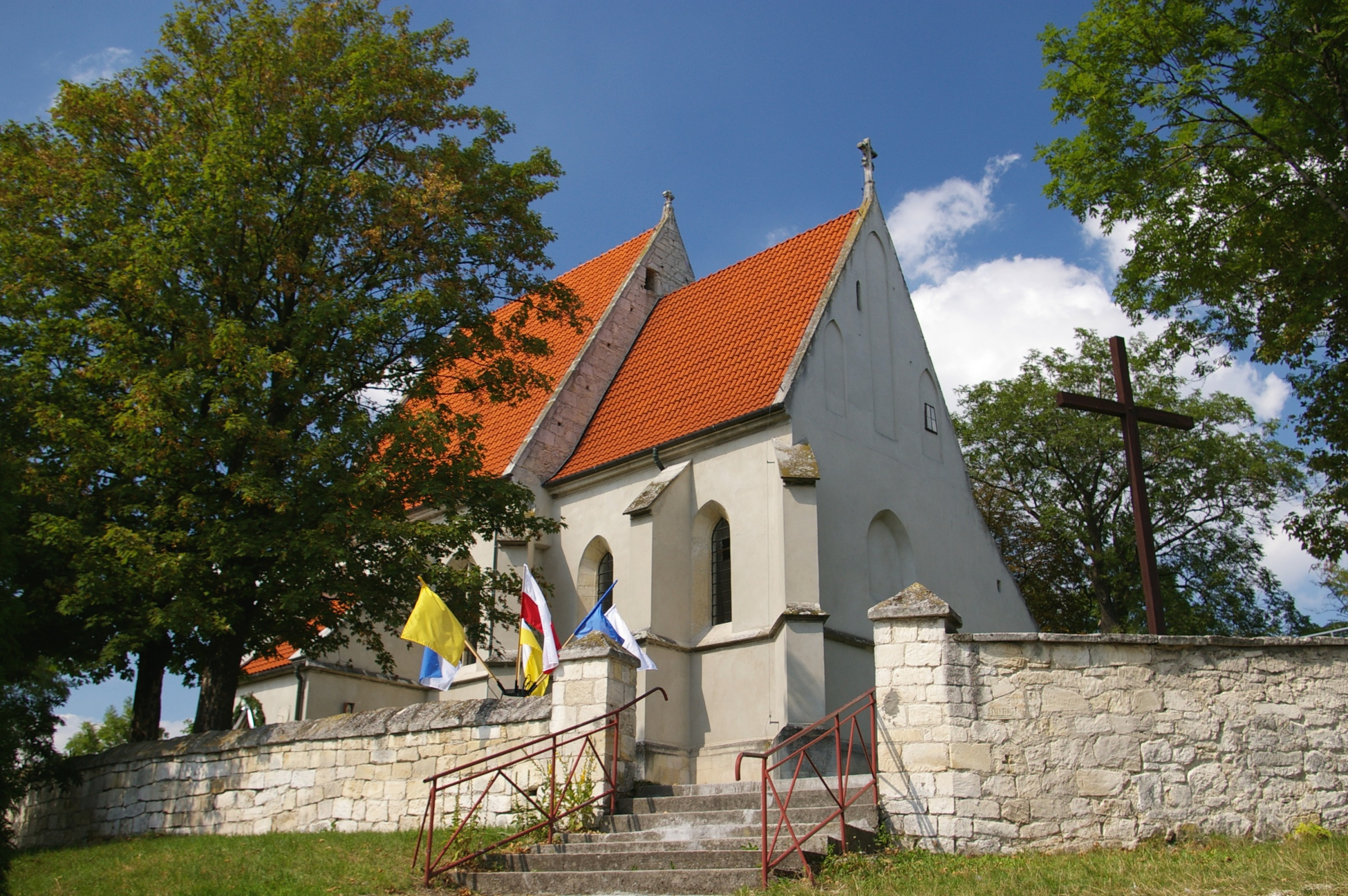
Chotel Czerwony – kościół św. Bartłomieja

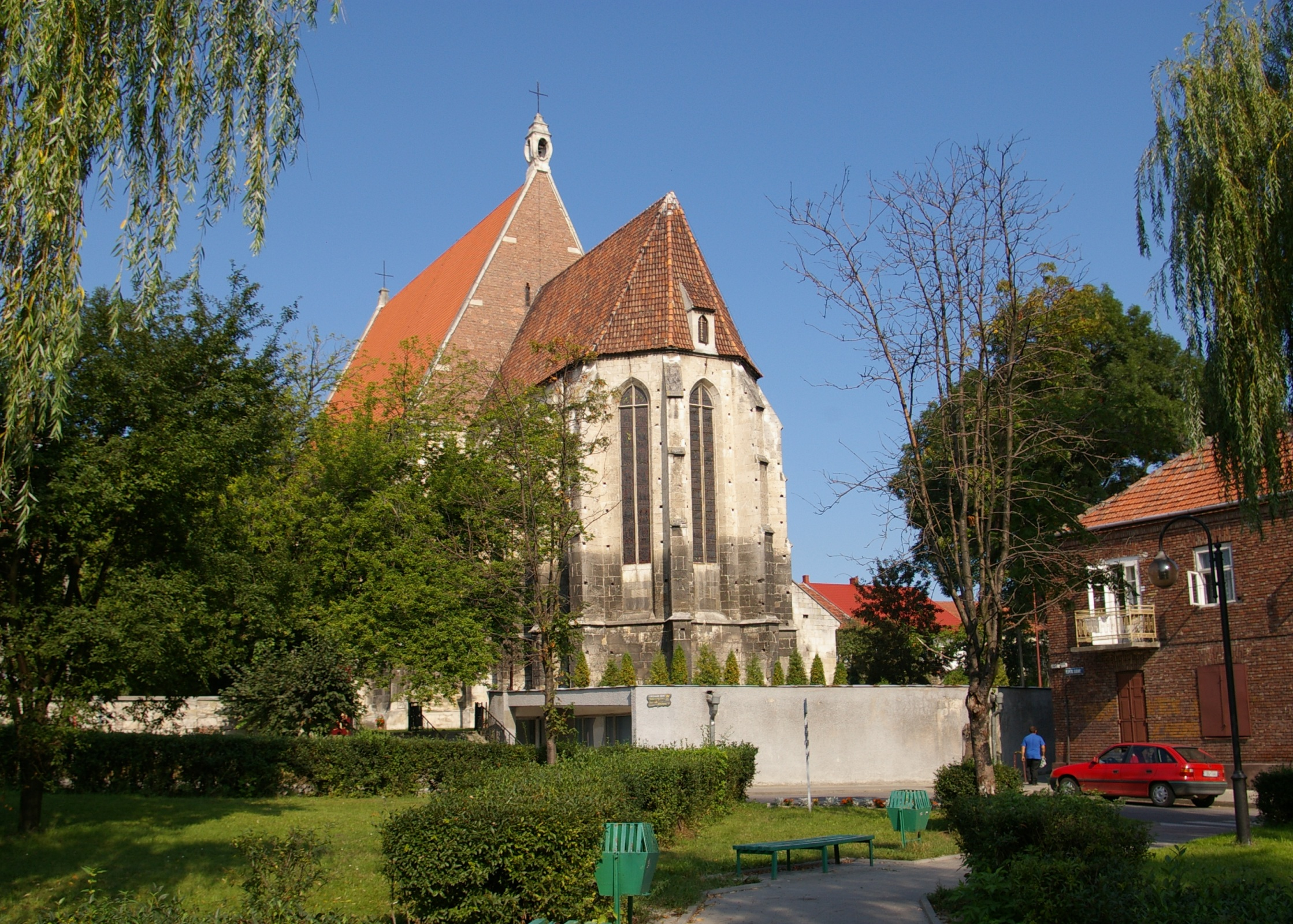
Wiślica – bazylika kolegiacka

- alternatywnie Wyspa, gdzie pielgrzymi mogą przenocować
- Poddębie
- Chotel Czerwony
  - kościół św. Bartłomieja Apostoła
- Gorysławice
  - kościół św. Wawrzyńca
- Wiślica – miejscowość na Szlaku Romańskim, nocleg
  - bazylika kolegiacka Narodzenia NMP – Sanktuarium Matki Bożej w Wiślicy
  - kościół św. Mikołaja

Długość trasy: 17 km.

### Etap V
- Zielonki
- Koniecmosty
- Jurków
  - kościół św. Teresy z Ávila
- Pełczyska
  - kościół św. Wojciecha
- Probołowice – nocleg
- kościół św. Jakuba- drewniany kościół z 1759 r.

Długość trasy: 10 km.

### Etap VI
- Czarnocin
  - kościół Wniebowzięcia NMP
- Sielec-Kolonia

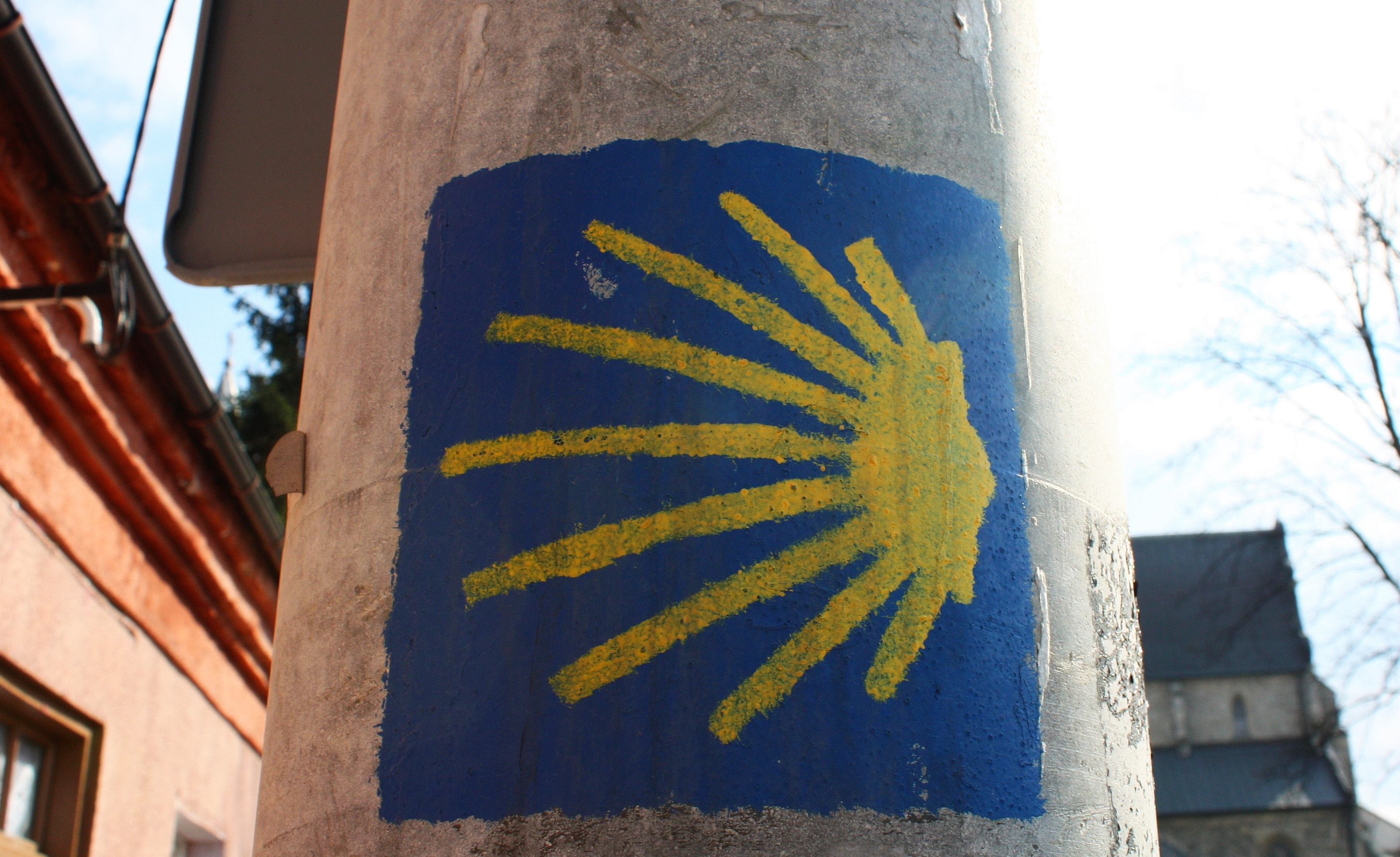
Skalbmierz – charakterystyczne oznaczenie trasy, muszla jakubowa

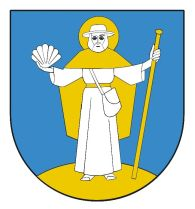
Herb Pałecznicy

- Skalbmierz – miejscowość na Szlaku Romańskim
  - kościół św. Jana Chrzciciela
- Tempoczów
- granica województw: świętokrzyskiego i małopolskiego
- Niezwojowice
- Pałecznica – nocleg
  - kościół św. Jakuba

Długość trasy: 25 km.

### Etap VII
- Lelowice
- Kaczowice
- Smoniowice
- Zielenice

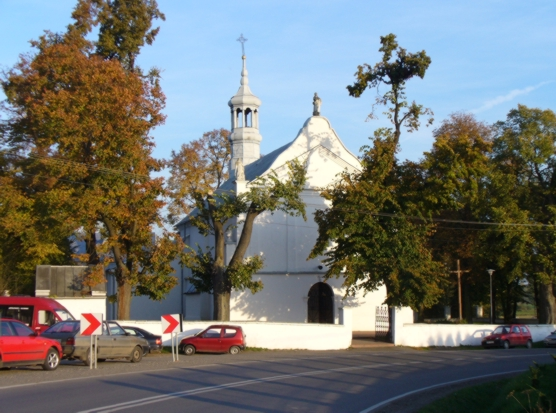
Niegardów – kościół św. Jakuba

  - kościół Niepokalanego Poczęcia Najświętszej Maryi Panny, Sanktuarium Matki Bożej Zielenieckiej
  - Wzgórze Opatrzności Bożej
- Łętkowice
  - Kościół Świętej Trójcy
- Piotrowice Wielkie
- Niegardów – nocleg
  - kościół św. Jakuba

Długość trasy: 19 km.

### Etap VIII
- Niegardów Kolonia
- Łososkowice
- Skrzeszowice
- Szczepanowice
- Polanowice
  - Las Polanowiec
    - kapliczka św. Huberta

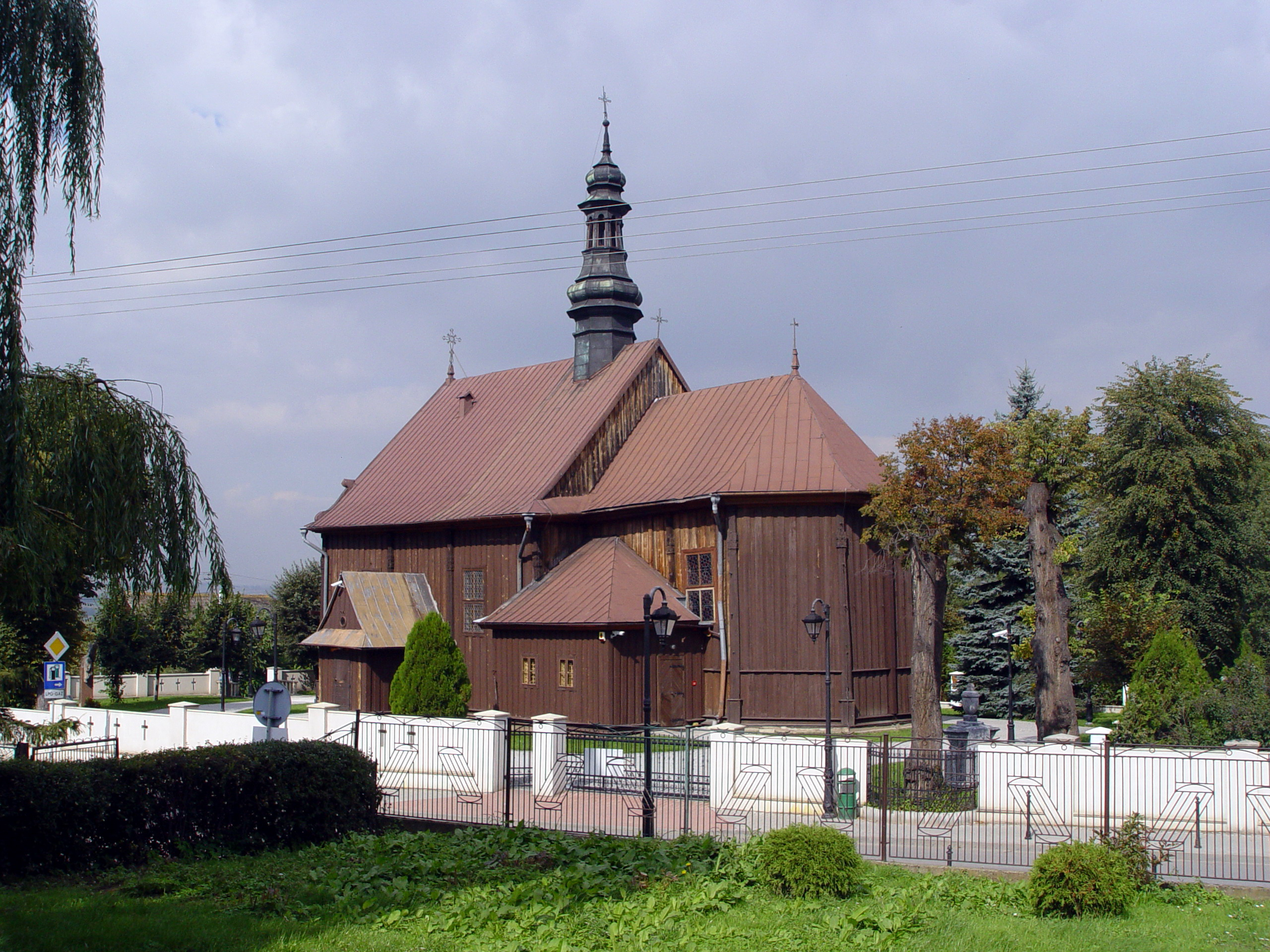
Więcławice – kościół św. Jakuba

- granica diecezji kieleckiej i archidiecezji krakowskiej
- Wola Więcławska
- Więcławice Dworskie
- Więcławice Stare – nocleg
  - kościół św. Jakuba

Długość trasy: 20 km.

### Etap IX
- Zdziesławice
  - Dłubniański Park Krajobrazowy
- Książniczki

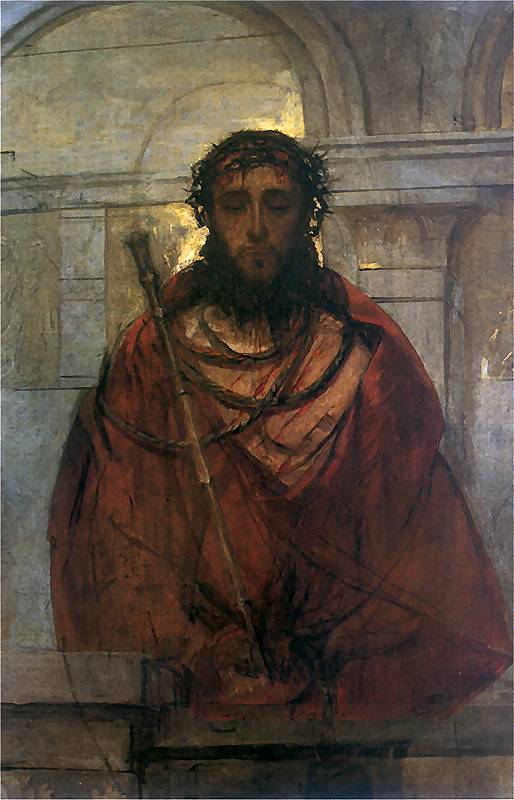
Sanktuarium albertynek – Ecce Homo

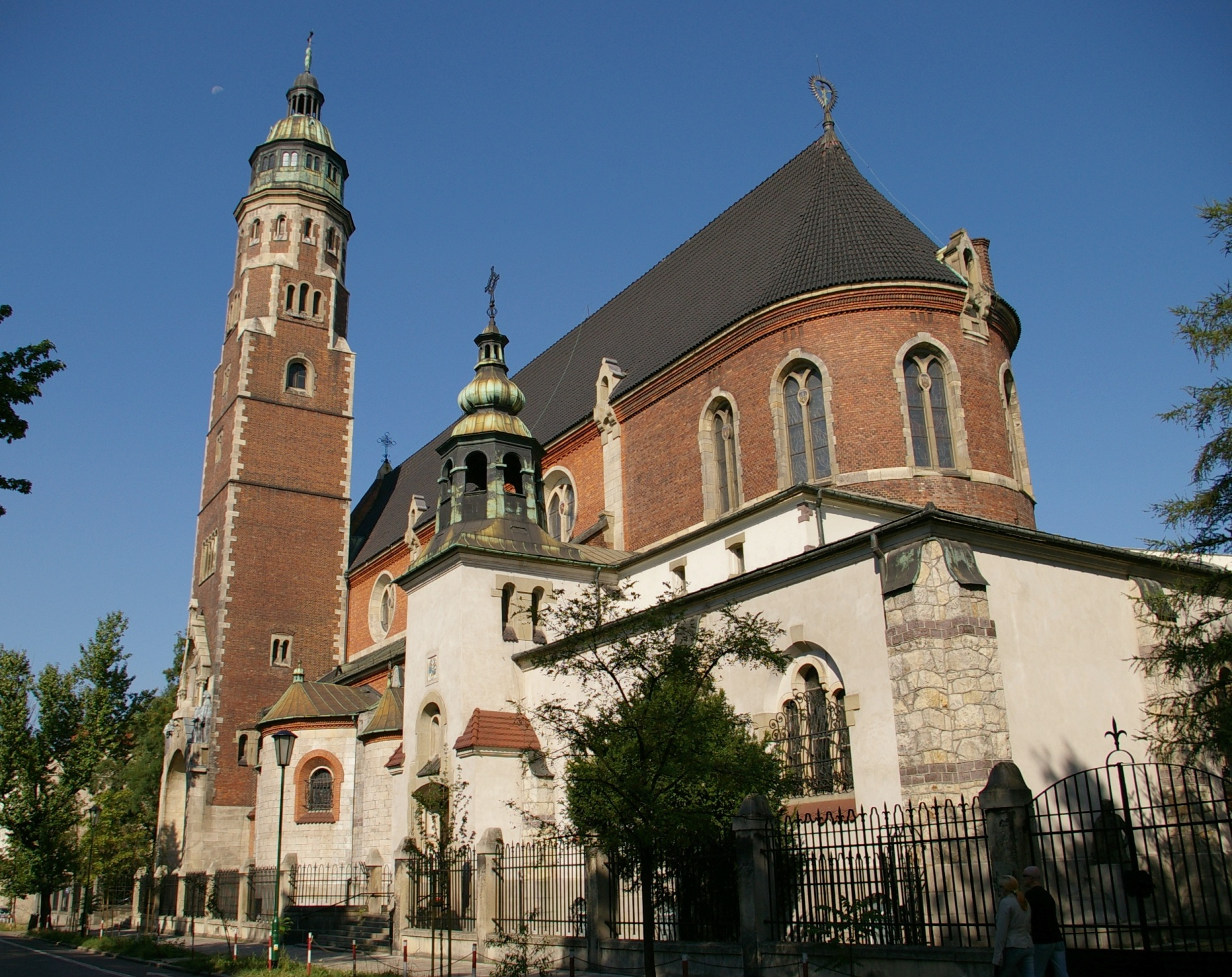
Kościół jezuitów – bazylika Serca Jezusowego

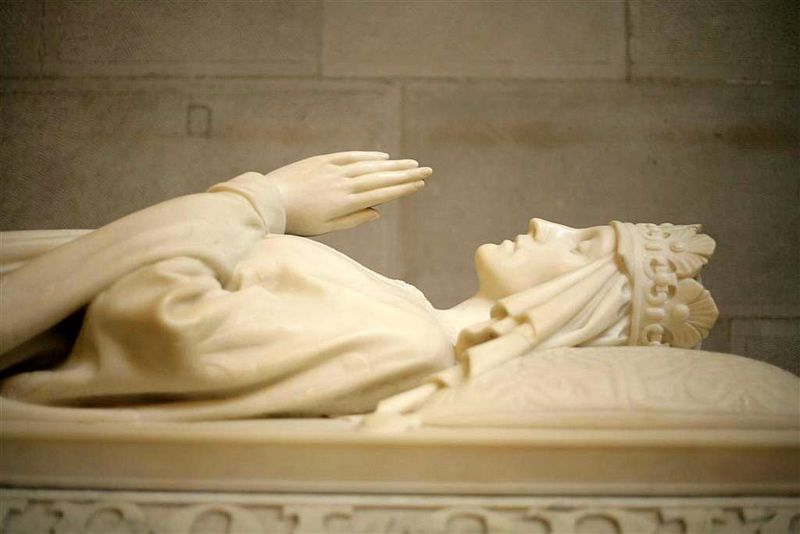
Katedra na Wawelu – grób św. Królowej Jadwigi

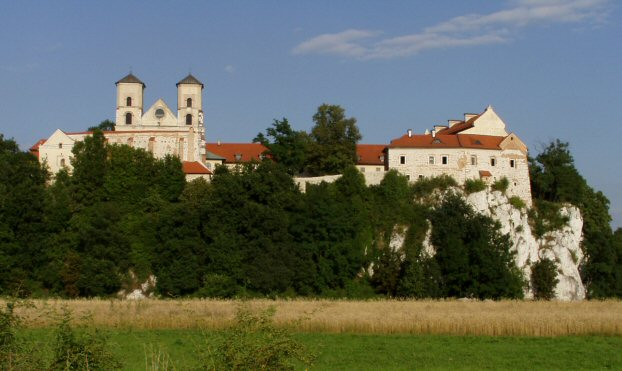
Opactwo w Tyńcu – ostatni punkt Małopolskiej Drogi św. Jakuba

- trasa między Książniczkami a Bosutowem częściowo pokrywa się z czerwonym szlakiem kościuszkowskim
- Bosutów
- Węgrzce
- Kraków – miejscowość na Szlaku Romańskim, nocleg. Najważniejsze punkty na drodze w Krakowie:
  - Batowice
    - linia kolejowa Kraków – Warszawa, ul. Batowicka
    - wiadukt nad torami
    - ul. Reduta
    - ul. Powstańców
      - w najbliższej okolicy: Cmentarz Batowicki

  - Prądnik Czerwony – na terenie tej dzielnicy Małopolska Droga św. Jakuba w większości pokrywa się z trasą turystyczno-kulturową Prądnika Czerwonego (oznaczona biało-czerwonymi kwadratami)
    - deptak przez środek osiedla Prądnik Czerwony
    - Dolina Potoku Sudół (Sudoł)
    - kościół i kaplica św. Jana Chrzciciela
    - ul. Dobrego Pasterza
    - ul. Promienistych
      - Park Zaczarowanej Dorożki, nazywany też Parkiem Dominikańskim
      - możliwość dojścia do kościoła i sanktuarium św. Brata Alberta (albertynki) – grób św. Alberta Chmielowskiego; możliwość noclegu

    - ul. Olszecka
    - ul. Jana Kaczary
    - ul. Lublańska – przejście dla pieszych ze światłami; dalej ścieżką za przystankiem autobusowym, obok pawilonów handlowych do skrzyżowania ulic: Bosaków, Macieja Miechowity i Brogi
    - ul. Brogi

  - przejście podziemne pod torami kolejowymi
  - most na rzece Białucha
  - Wesoła
    - ul. Rakowicka
    - Cmentarz Rakowicki – grób m.in.: sł. b. Rozalii Celakówny, sł. b. Magdaleny Marii Epstein
      - kaplica Zmartwychwstania Pańskiego

    - ul. Rakowicka
      - kościół Niepokalanego Poczęcia NMP (karmelici bosi) – relikwie św. Rafała Kalinowskiego
      - w najbliższej okolicy Krakowskie Centrum Komunikacyjne

    - ul. Kurkowa
    - Ogród Strzelecki – leży wzdłuż ul. Zygmunta Augusta
    - ul. Strzelecka
    - ul. Mikołaja Kopernika
      - kościół Niepokalanego Poczęcia NMP/kościół św. Łazarza
      - bazylika Najświętszego Serca Pana Jezusa (jezuici)
      - Kościół św. Mikołaja – obok kościoła ormiański Chaczkar
      - w najbliższej okolicy: kościół św. Teresy od Jezusa i św. Jana od Krzyża (karmelitanki bose)
- Trasa główna:
  -  Stare Miasto
    - ul. Mikołajska
      - kościół Matki Boskiej Śnieżnej (dominikanki – mniszki)

    - Mały Rynek
      - Księgarnia Hiszpańska – punkt informacyjny Małopolskiej Drogi św. Jakuba, możliwość przybicia pieczęci z muszlą
      - bazylika mariacka, Sanktuarium Matki Bożej Królowej Polski
      - kościół św. Barbary (jezuici)

    - ul. Stolarska
      - bazylika Świętej Trójcy (dominikanie) – grób św. Jacka, Sanktuarium Matki Bożej Różańcowej; możliwość przybicia pieczęci z muszlą i otrzymania błogosławieństwa pielgrzymów

    - plac Wszystkich Świętych
    - ul. Franciszkańska
      - bazylika św. Franciszka (franciszkanie) – grób bł. Anieli Salawy oraz bł. Salomei, Sanktuarium Matki Bożej Bolesnej Smętnej Dobrodziejki
      - kuria metropolitarna

    - Planty
- Trasa alternatywna:
  - Stare Miasto
    - Mały Rynek
    - pl. Mariacki
    - Rynek Główny
      - kościół św. Wojciecha

    - ul. Grodzka
    - pl. Wszystkich Świętych
    - pl. Dominikański
    - ul. Grodzka
      - kościół (bazylika) Świętych Apostołów Piotra i Pawła
      - kościół św. Andrzeja (klaryski)
      - ekumeniczny kościół św. Marcina (ewangelicko-reformowany, ewangelicko-augsburski, mariawicki)
      - kościół św. Idziego (dominikanie)
- Trasa główna:
  -  Wawel – punkt styku z Via Regia
    - ul. Podzamcze
    - ul. Droga do Zamku
    - katedra krakowska, grób św. Stanisława, św. Królowej Jadwigi, bł. Wincentego Kadłubka, relikwie św. Floriana

w najbliższej okolicy:
- kościół Nawrócenia św. Pawła (misjonarze)
  -     -       - kościół św. Bernardyna (bernardyni) – relikwie bł. Szymona z Lipnicy

    - Bulwar Czerwiński
    - Most Grunwaldzki

  - Dębniki
    - Bulwar Poleski
    - ul. Tyniecka
      - kościół św. Stanisława Kostki (salezjanie)

    - ścieżka pieszo-rowerowe wzdłuż Wisły, ulicą Tyniecką
    - ul. Widałkowa, powrót na ścieżkę pieszo-rowerową koroną wałów wiślanych

  - Pychowice
  - Bodzów
    - Góra Św. Anny

  - Kostrze
    - Bielańsko-Tyniecki Park Krajobrazowy

  - Koło Tynieckie
  -  Tyniec – dzielnica na Szlaku Romańskim
    - przejście pod Stopniem Wodnym Kościuszko
    - ul. Promowa
    - ul. Benedyktyńska
    - opactwo i kościół św. Piotra i św. Pawła (benedyktyni)
- Trasa alternatywna:
  -     - ul. Czarodziejska
    - ul. Praska
    - ul. Zielna
    - ul. Jana Pietrusińskiego
    - ul. Elvisa Presleya
    - ul. Do Groty
      - park Skałki Twardowskiego

    - ul. Tyniecka
      - w najbliższej okolicy: kościół Serca Jezusa

    - ul. Widałkowa, powrót na ścieżkę pieszo-rowerową koroną wałów wiślanych
- w przypadku braku możliwości przeprawy promem na drugą stronę Wisły przedostać się można Stopniem Wodnym Kościuszko

Długość trasy Więcławice-Kraków Rynek: 17 km.
Długość trasy Mały Rynek-Tyniec: 12 km.
W Krakowie znajdował się kościół św. Jakuba Apostoła w Kazimierzu. Obecnie jest to teren bulwarów wiślanych, na tyłach ulicy Hieronima Wietora. Punkt informacyjny Małopolskiej Drogi św. Jakuba znajduje się w Księgarni Hiszpańskiej na Małym Rynku oraz przy ulicy Kościuszki 21.

### Etap X

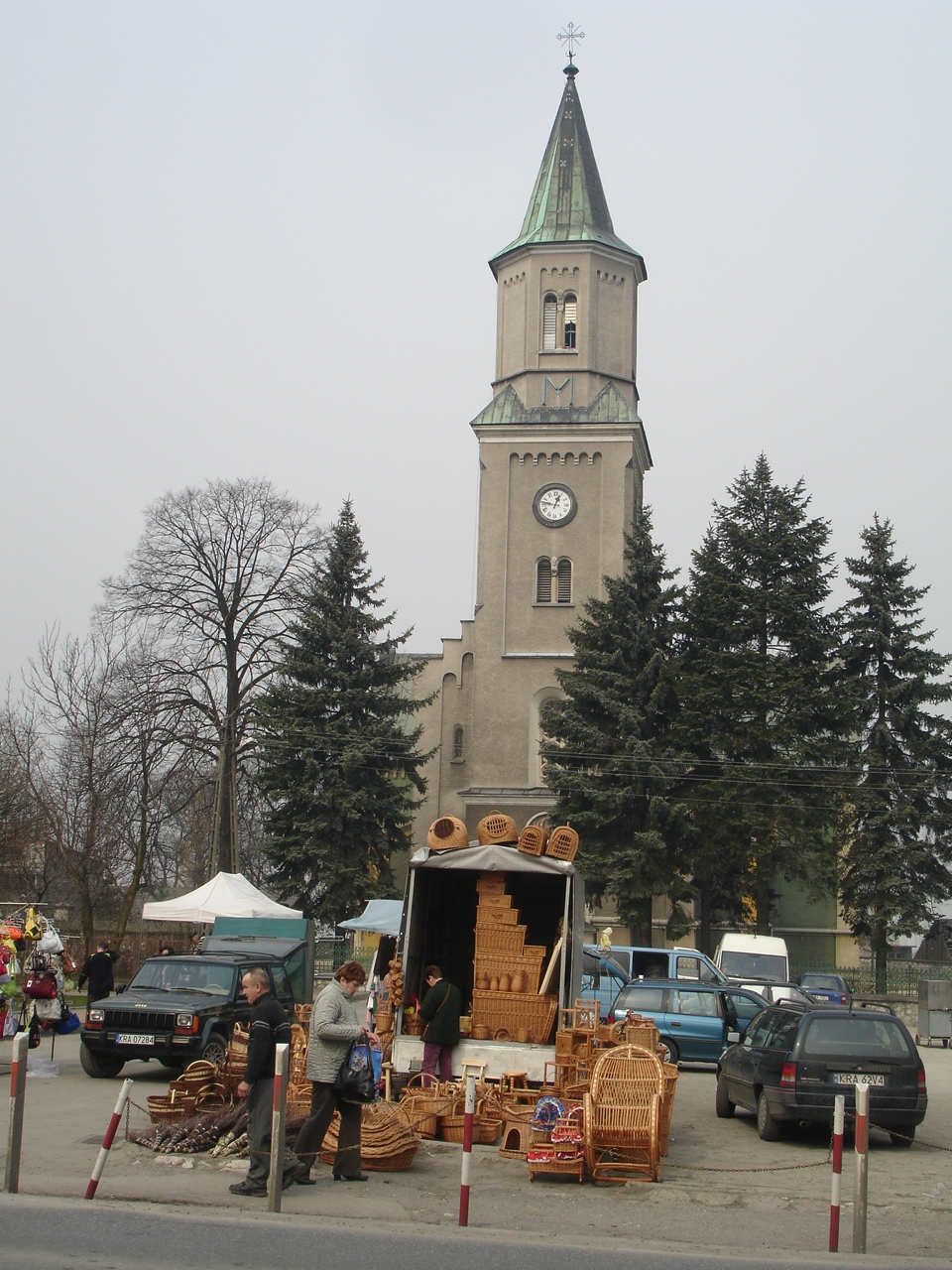
kościół św. Mikołaja w Liszkach

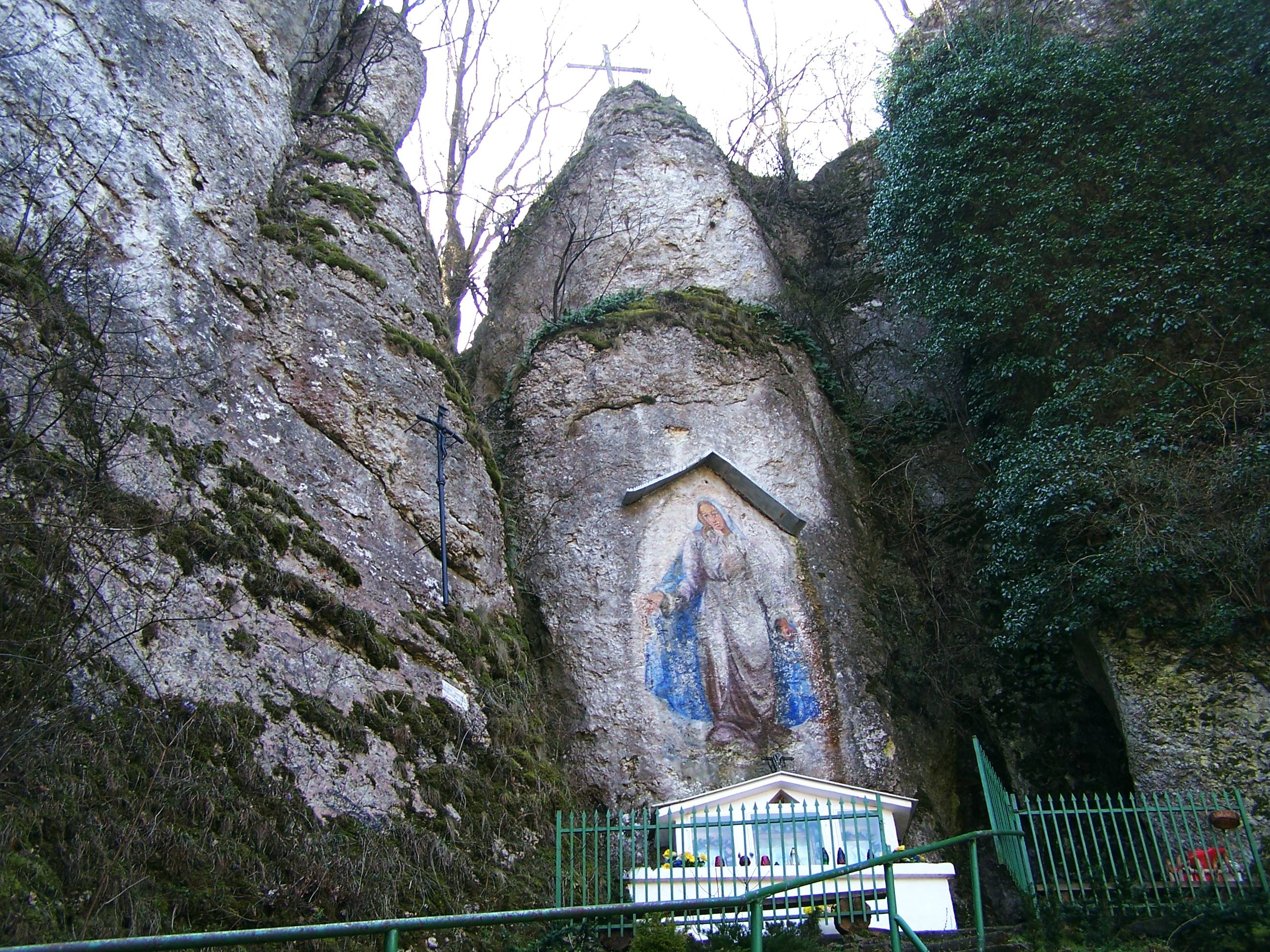
Matka Boża Skalska w Dolinie Mnikowskiej

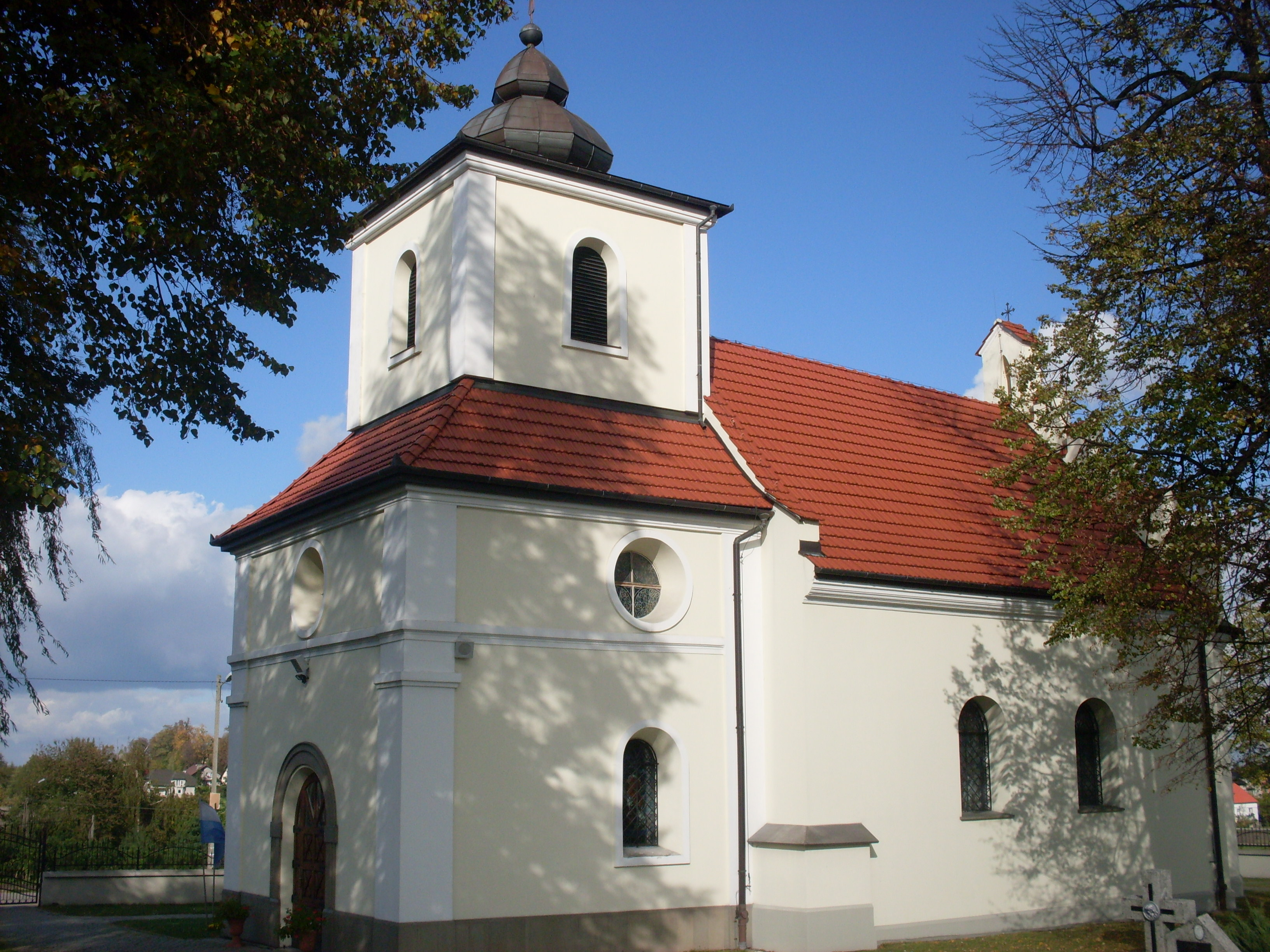
Kościół w Sance

- Stopień Wodny Kościuszko
- Piekary
  - kościół Narodzenia Pańskiego
- Liszki
  - kościół św. Mikołaja
- Mników
  - Dolina Mnikowska
- Czułów
  - Zimny Dół
- Sanka – nocleg
  - kościół św. Jakuba

### Etap XI
- Rybna
  - kościół św. Kazimierza
- Brodła
  - Gaudynowskie Skały
- Mirów
- przejście promowe na Wiśle
- Miejsce
- Smolice
- Palczowice – nocleg
  - kościół św. Jakuba

### Dalsza trasa
Planowane jest także przygotowanie południowego odcinka szlaku łączącego Kraków z Górnym Śląskiem i Czechami, który przebiegać będzie przez:
- Alwernię
- Oświęcim
- Pszczynę
- Suszec
- Żory
- Racibórz
- Karniów (Krnov, Czechy)

Odcinek ten nazwany będzie Śląsko-Morawską Drogą św. Jakuba.

### Via Regia
Po przejściu Małopolskiej Drogi św. Jakuba można przez Ojców, Pieskową Skałę, Olkusz, Bukowno, Sławków, Dąbrowę Górniczą, Sosnowiec, Będzin, Piekary Śląskie połączyć się z dolnośląskim odcinkiem Via Regia na Górze Świętej Anny. Dalej przez Opole, Wrocław, Niemcy, Francję dojść do Saint-Jean-Pied-de-Port, a stamtąd Francuską Drogą dojść do Finistery.

## Pozostałe miejscowości leżące w okolicy szlaku

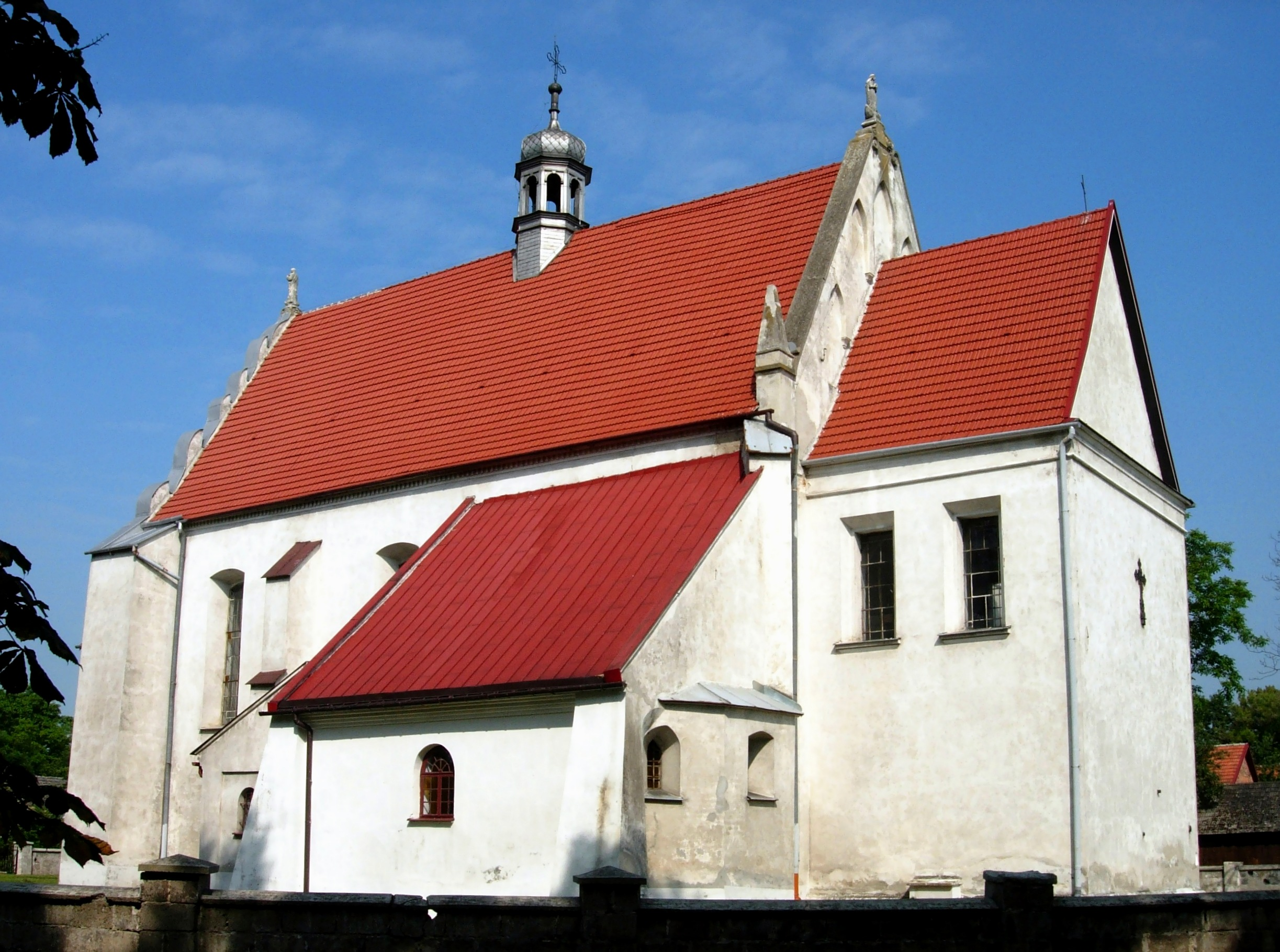
Opatowiec – kościół św. Jakuba (miasto nie leży na wyznaczonym szlaku, lecz w jego bezpośredniej okolicy)

Herb Opatowca

W bezpośredniej okolicy Małopolskiej Drogi św. Jakuba znajdują się liczne atrakcje historyczne, szlaki turystyczne i miejsca kultu. Najbardziej znana z kultu św. Jakuba Apostoła jest kolejna miejscowość z kościołem pod jego wezwaniem – Opatowiec. Miasto podkreśla swe związki z jakubowymi drogami przez herb, na którym znajduje się pielgrzym wędrujący do Santiago. Bardzo blisko szlaku św. Jakuba znajduje się Szlak Cysterski z miejscowościami Koprzywnica, Jędrzejów (Brzeźnica), Mogiła. Pierwsza miejscowość – Koprzywnica – znajduje się na odnodze Małopolskiej Drogi św. Jakuba z Tarnobrzega do Rybnicy. W Opatowie znajduje się kolegiata, a w Pacanowie znajdują się kościół św. Marcina z Tours, które to włączone mogą być w sieć szlaków św. Marcina z Tours. Wspomniany Połaniec jest znany z insurekcji kościuszkowskiej, podobnie jak leżące blisko Pałecznicy Racławice – miejsce bitwy z 1794 roku. Krakowski cmentarz na Pogórzu jest częścią Szlaku Europejskich Cmentarzy. Sandomierz i Tarnobrzeg leżą na trasie Szlaku Architektury Drewnianej. Z wyznaczonej trasy św. Jakuba krakowskie Stare Miasto wpisane zostało na listę światowego dziedzictwa UNESCO. Obiekty z listy UNESCO leżące w niedalekiej okolicy to: drewniane kościoły południowej Małopolski, Auschwitz-Birkenau, kopalnia soli w Wieliczce.

### Sanktuaria
Po drodze, jak i w okolicy znajdują się liczne sanktuaria rzymskokatolickie. Są to przykładowo: Sanktuarium pasyjno-maryjne w Kalwarii Zebrzydowskiej, Sanktuarium Jezusa Konającego w Pacanowie, Sanktuarium bł. Wincentego Kadłubka w Jędrzejowie. W Krakowie poza trasą Małopolskiej Drogi św. Jakuba leżą sanktuaria: Bożego Miłosierdzia w Łagiewnikach, Matki Bożej od Wykupu Niewolników, Matki Bożej Piaskowej, Matki Bożej Niestającej Pomocy, Domek Loretański, Matki Bożej Pocieszenia, Matki Bożej Płaszowskiej, św. Stanisława Biskupa i Męczennika na Skałce, św. Józefa Oblubieńca NMP, bł. Marii Angeli Truszkowskiej.

## Nazwa w innych językach
- Angielski: The Lesser Polish Way of Saint James, The Lesser Poland Way of Saint James, The Little Poland Way of Saint James, The Little Polish Way of Saint James, The Małopolska Way of Saint James
- Hiszpański: El Camino Małopolska, El Camino de Santiago de Pequeña Polonia, Ruta Jacobea de Pequeña Polonia
- Galicyjski: O Camiño Małopolska, O Camiño de Pequena Polonia, Ruta Xacobea de Pequena Polonia
- Łaciński: Via Iacobea de Polonia Minor
- Francuski: Le Chemin de Petite-Pologne
- Niemiecki: Kleinpolen Jakobsweg
- Ukraiński: Малопольська Дорога Святого Яківа
- Białoruski: Малапольска Дарога Святого Якаў
- Rosyjski: Малопольский Путь Святого Иакова
- Litewski: Mažosios Lenkijos Jokūbo kelias